# Comuna Cerneciciîna, Mahdalînivka
Cerneciciîna (în ucraineană Чернеччина) este o comună în raionul Mahdalînivka, regiunea Dnipropetrovsk, Ucraina, formată din satele Cerneciciîna (reședința) și Musienkove.

## Demografie
Componența lingvistică a satului Cerneciciîna
     Ucraineană (94,8%)
     Rusă (3,41%)
     Alte limbi (0,22%)
Conform recensământului din 2001, majoritatea populației satului Cerneciciîna era vorbitoare de ucraineană (94,8%), existând în minoritate și vorbitori de rusă (3,41%) și armeană (1,41%).